# 莫洛加河
莫洛加河是俄羅斯的河流，屬於伏爾加河的左支流，长456公里，流域面积29,700平方公里，流經特維爾州、諾夫哥羅德州和沃洛格達州，注入雷賓斯克水庫，河道在10月底至5月初結冰，河畔有別熱茨克、佩斯托沃和烏斯秋日納。